# Spaarne
La Spaarne è un fiume nell'Olanda Settentrionale, nei Paesi Bassi. Questo fiume in parte canalizzato collega il Ringvaart ad un ramo laterale del Canale del Mare del Nord ed attraversa Haarlem, Heemstede, e Spaarndam.
Il complesso degli storici canali di Haarlem è collegato al Spaarne, che è separato dal Canale del Mare del Nord tramite una chiusa nei pressi di Spaarndam.
Secondo lo storico Sterck-Proot la Spaarne deriva il proprio nome probabilmente da Spier, il termine in antico olandese per designare le canne fluviali.

## Storia
Il fiume un tempo scorreva dal Haarlemmermeer (Haarlem Lake) alla baia di IJ, che ha usato per estendere dal Zuiderzee fino a Velsen. Nel XIII secolo, una diga con chiuse venne costruita alla foce della Spaarne, dove poi sorse il villaggio di Spaarndam.
Dopo un secolo di progetti il lago di Haarlem fu bonificato in tre anni, dal 1850 al 1853 e trasformato in un polder. La Spaarne divenne un ramo della Ringvaart, perse gran parte della sua portata ed inoltre divenne anche meno profond.
La costruzione del Canale del Mare del Nord (completato nel 1876) ridusse la maggior parte della Baia di IJ in un polder, ma una piccola sezione canalizzato venne mantenuta presso Spaarndam per collegare la Spaarne al nuovo canale.
L'alveo del fiume fu in seguito approfondito a vantaggio delle industrie che sorgono lungo le sue rive.

## Edifici notevoli
- Alla congiunzione del fiume con la Ringvaart sorge il Museo Cruquius, un museo che si trova in una delle tre stazioni di pompaggio originali del 1850, dove tramite motori a vapore si riuscì a pompare l'acqua fuori dal polder di Haarlemmermeer.
- Castello di Heemstede.
- Molti edifici storici nel centro di Haarlem, tra cui la pesa storica, il Museo Teylers, il Teylers Hofje ed i mulini a vento "De Hommel" e "De Adriaan".